# 유에스더
유에스더(2004년 ~)는 대한민국의 바이올리니스트다. 2017년 싱글 《빨간 비행기》로 데뷔했다.

## 방송
- 전국노래자랑 (2015) - 경기도 광명시편 인기상
- 인간극장 (2016)
- 내일은 미스트롯 (2019) - Top94
- 부모 성적표 (2018)
- 헬로트로트 (2021) - Top77(72위)

## 음반
- 빨간 비행기 (2017)